# Serdar Taşçı
Serdar Taşçı (Esslingen, 24 de abril de 1987) é um ex-futebolista alemão de origem turca que atuava como zagueiro.

## Clubes
Iniciou a carreira no Stuttgart aos doze anos de idade. Permaneceu até 2013 já como capitão da equipe, quando transferiu-se ao Spartak Moscou.
Em 1 de fevereiro de 2016 foi emprestado ao Bayern de Munique pelo restante da temporada.

## Seleção Nacional
Estreou pela Seleção Alemã principal em 20 de agosto de 2008 em partida amistosa contra a Bélgica. Integrou o elenco que participou da Copa do Mundo FIFA de 2010.

## Títulos
VfB Stuttgart
- Campeonato Alemão: 2006–07

Bayern Munique
- Campeonato Alemão: 2015–16
- Copa da Alemanha: 2015–16

Spartak Moscou
- Campeonato Russo: 2016–17
- Supercopa da Rússia: 2017